# George Cockburn, 10:e baronet

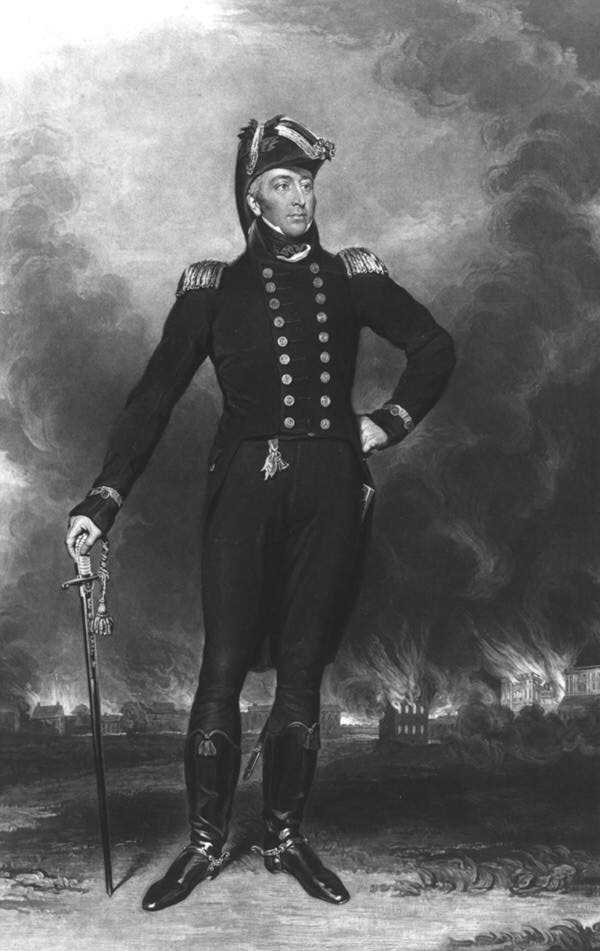
Sir George Cockburn, tryckt efter en oljemålning av John James Halls, 1817.

George Cockburn, född 22 april 1772, död 19 augusti 1853, var en brittisk sjömilitär. Han var farbror till Alexander Cockburn.
Cockburn tjänstgjorde under Napoleonkrigen mestadels i kolonierna, där han med framgång deltog i kriget mot USA. Han deltog som kommendörkapten i sjöslaget vid Kan Sankt Vincent 1797 och var chef för den brittiska flottstyrka som deltog i invasionen av Martinique 1809. Det var han som förde befälet när britterna brände ned de offentliga byggnaderna i Washington under 1812 års krig. År 1815 förde han Napoleon till Sankt Helena, där han till 1816 var guvernör. År 1827 blev han medlem av Privy Council, 1837 amiral och var 1841-1846 förste amiralitetslord. Som förste amiralitetslord arbetade han på att förbättra fartygsartilleriet, införa ångfartygsteknologi i Royal Navy och skapa förståelse för ett modernare ledarskap som inte behövde använda hotet om barbariska kroppsstraff för att få sjömännen att lyda.